# Hledejte Anthonyho
Hledejte Anthonyho (v originále Anthony Zimmer) je francouzský hraný film z roku 2005, který režíroval Jérôm Salle podle vlastního scénáře. Snímek měl premiéru ve Francii dne 27. dubna 2005.

## Děj
Anthony Zimmer je jedním z největších finančních zločinců na světě, specializující se na praní špinavých peněz. Po plastické operaci už ale nikdo neví, jak vypadá, ani policie, ani ruská mafie (která se ho snaží umlčet), ani jeho milenka Chiara. Ta se ho přesto snaží najít pomocí inzerátů v Herald Tribune a snaží se zamést stopy policie a mafie tím, že si dává pozor na cizí lidi stejného typu jako Anthony. Tak se François Taillandier ocitá v centru pátrání.

## Obsazení
| Sophie Marceau     | Chiara Manzoni                 |
| Yvan Attal         | François Taillandier           |
| Sami Frey          | Akerman                        |
| Gilles Lellouche   | Müller                         |
| Daniel Olbrychski  | Nassaiev                       |
| Samir Guesmi       | Camel Driss, policejní poručík |
| Dimitri Rataud     | Perez                          |
| Nicky Marbot       | celník                         |
| Alban Casterman    | celník                         |
| Christophe Odent   | předseda komise                |
| Laurent Klug       | homme discret                  |
| Olivier Brocheriou | zdravotní sestra               |
| Aurélien Jegou     | číšník v Train bleu            |

## Ocenění
- César: nominace v kategorii nejlepší filmový debut (Jérôm Salle)